# Tanytarsus confusus
Tanytarsus confusus är en tvåvingeart som beskrevs av Malloch 1915. Tanytarsus confusus ingår i släktet Tanytarsus och familjen fjädermyggor. Inga underarter finns listade i Catalogue of Life.